# Свети Йоан Милостиви (Бер)
„Свети Йоан Милостиви“ (на гръцки: Άγιος Ιωάννης ο Ελεήμων) е бивша възрожденска православна църква в южномакедонския град Бер (Верия), Егейска Македония, Гърция. Храмът е бил енорийски.

## История
Църквата е издигната в началото на XIX век. В архитектурно отношение е трикорабна базилика. В 2005 година църквата е разрушена и са открити стари строежи в основата ѝ, както и голям некропол с антични куполни гробници.